# Shluhot
Shluhot (hébreu : שִׁלוּחוֹת, lit. Branches) est un kibboutz orthodoxe de la vallée de Beït Shéan, dans le nord d'Israël. Situé à environ trois kilomètres au sud de la ville de Beït Shéan, il relève de la juridiction du Conseil régional de la Vallée des sources. En 2019, il comptait 451 habitants. Au 1er janvier 2016, les membres du kibboutz, Shluhot ont voté pour qu'il perde le statut de « kibboutz ».

## Histoire
Shluhot a été fondée en 1948 par d’anciens membres du mouvement sioniste Bnei Akiva sur la terre qui avait appartenu au village palestinien dépeuplé d’al-Achrafiyya,. Initialement, un camp conjoint temporaire a été mis en place avec un groupe du mouvement de jeunesse Hashomer Hatzair. Peu de temps après, lorsque chaque groupe a reçu des terres pour construire des kibboutzim séparés, les membres laïques du groupe ont formé le kibboutz adjacent de Reshafim. Le kibbutz est l’un des quatre kibbutzim religieux qui sont situés dans un amas au sud de  Beït Shéan s’étendant de Shluhot à la base du Mont Gilboa à travers Ein HaNatziv et Sdé Eliahou jusqu’à Tirat Zvi adjacent au fleuve Jourdain.
Aujourd’hui, la population du kibboutz compte environ 120 familles, dont 350 personnes.
Depuis 2007, il est utilisé pour l’école spécialisée Kulanu Academy pour les voyages habituellement gérés par Dvora Liss, Kenny Goldman, et Evan Wollis et un coteacher qui est changé chaque année. Ils vont apprendre des compétences pour l’âge adulte ainsi que visiter Israël.

## Économie
Dans les premières années du kibboutz, presque toutes les activités étaient centrées sur les différentes branches agricoles. Au cours des dernières décennies cependant, les membres talentueux du kibboutz ont lancé de nouvelles initiatives afin de varier les sources de revenus, ainsi que d’offrir différentes options d’emploi. Aujourd’hui, le kibbutz emploie principalement des membres du kibbutz et des jeunes du kibbutz (après l’école et pendant l’été), des résidents qui ne sont pas membres, des résidents de Beit Shéan et des environs, et des bénévoles temporaires. Les recettes du kibboutz proviennent de l’agriculture, de l’industrie légère et du tourisme.
La majeure partie des revenus de Shluhot provient de diverses branches agricoles, des produits et du bétail, grâce à l’expertise des membres du kibboutz et à l’amélioration continue de l’efficacité et de la productivité. La ferme laitière, la volaille (poulaillers et poulaillers), l’élevage de dattes, la pisciculture, les vergers et l’élevage de légumes constituent toujours une part importante des revenus du kibboutz et des possibilités d’emploi du kibboutz. Shluhot possède également une nouvelle usine de transformation de carottes et détient une part de marché minoritaire importante sur le marché local de la carotte. En 2007, une vache de la ferme laitière a battu le record israélien pour la plupart des naissances, 14.
Le kibboutz possède plusieurs usines ; l’une des plus anciennes est Microvue qui produit des lecteurs/scanners de microfilms, principalement pour l’exportation. Microvue est l’un des rares fabricants de lecteurs de microfilms au monde. Sheletron, fondée en 1996, produit des solutions d’affichage électronique à travers le texte, les images, la vidéo et l’animation sur les écrans LCD. Le contrôle à distance des écrans est possible grâce à un logiciel unique développé dans le centre de développement de l’entreprise.
Au début des années 90, le kibboutz a rénové un ancien petit immeuble résidentiel et en a fait un bed and breakfast, principalement destiné au marché juif orthodoxe. Le kibboutz a depuis ajouté une plus grande variété d’hébergements de chambres, allant désormais de chambres individuelles à des unités de logement à chambres multiples. En 1996, plusieurs anciens immigrants olim d’Amérique du Nord ont fondé un camp d’été appelé Kayitz Bakibbutz, (en hébreu "Summer on the kibbutz"), basé sur l’expérience typique de camp d’été 'American' sleepaway destiné aux jeunes, quelque chose de pratiquement inédit en Israël à cette époque.
Le camp offre plusieurs sessions de semaine basées sur la chambre de nuit, y compris les sports, la natation, les arts et l’artisanat et diverses autres activités.
Le kibboutz dispose également d’un atelier de métallurgie, qui conçoit et produit une variété de machines principalement à usage agricole.